# António José Silva Pinto de Sousa Magalhães
António José de Sousa Magalhães (Porto a 15 de Maio de 1964) é um advogado português.

## Biografia
António José Silva de Pinto de Sousa Magalhães nasceu no Porto, a 15 de Maio de 1964.
Revelando, desde muito jovem, uma paixão pelo Direito e pelo exercício da Advocacia, formou-se, em 1987, em Direito pela Universidade Católica do Porto, com a classificação de Bom (15,42 valores), tendo sido o melhor aluno do seu curso.
A 28 de Maio de 1992, obteve o Mestrado pela Universidade Católica de Lisboa, em Ciências Jurídico-Civilísticas, com a classificação de Bom Com Distinção (dezasseis valores).
Em 14 de Setembro de 2006, obteve o seu DEA (Diploma De Estudos Avançados), com a classificação de notável/sobresaliente em Direito Financeiro e Tributário, no programa Sistemas Ficais e Medidas Antifraude, pela Universidade de Vigo.
Em 14 de Novembro de 2006, obteve o título de Especialista em Direito Tributário, Sistemas Fiscais e Medidas Antifraude, atribuído também pela Universidade de Vigo.
É Doutorando pela mesma Universidade, pelo Depertamento de Direito Público Especial.
Possuí ainda o Curso completo de Inglês (Proficency), obtido no Cornualha E Cambridge School e reconhecido pelo British Council.
Actualmente, exerce advocacia nas áreas de direito civil, comercial, fiscal, comunitário e internacional, em parceria com seu pai e patrono, o advogado Dr. António José de Sousa Magalhães, desde a data da licenciatura, tendo sido sócio fundador, em 2005, da Sociedade Sousa Magalhães Sociedade de Advogados, RI, através da qual exerce a sua profissão de jurisconsulto e advogado. Tem escritórios em regime de parceria, no Brasil, cidade de São Paulo, em Espanha (Ourense), Vila Real e Barcelos, em Portugal. 
Para além de exercer a sua profissão como Advogado, exerce outras actividades, na sua maioria ligadas à área do direito. É ou foi Presidente da Mesa da Assembleia Geral de diversas sociedades anónimas, Presidente do Conselho de Administração de Sociedades Gestoras de Participações Sociais (Holdings), Administrador Executivo das Holdings do Grupo Rangel, Director e Chefe do Departamento Jurídico e de Contencioso de Grupos Económicos, Docente no Instituto Superior Politécnico Gaya, onde foi regente nas cadeiras de Direito Civil, Comercial e Administrativo.
É Membro da Associação de Fiscalistas Portugueses, Vice-Presidente da Direcção do Sport Clube do Porto e Conselheiro Superior do Futebol Clube do Porto.
Proferiu palestras para a Associação Portuguesa de Estudos Psiquiátricos, sobre Psiquiatria e Justiça, e para o Instituto Internacional de Direito, em São Paulo, Brasil, em Seminários Internacionais de Direito Comparado, em colaboração com a Professora Doutora Maria Helena Diniz. Participou no seminário de Fiscalid Internacional sobre Convenios y Conceptos de Doble imposición, organizado pela Red de Estudios Superiores de Derecho Tributario y Política Fiscal, da Agencia Española de Cooperación Internacional.
É autor de várias obras jurídicas, tais como "A Dissolução Das Sociedades Comerciais (Estudo do seu Regime. Perspectiva Crítica. O Princípio de Conservação da Sociedade)", "O Conceito De Estabelecimento Permanente Segundo o Direito Fiscal Português Numa Perspectiva Comparada Com o Modelo da Convenção - Modelo da OCDE", "A Obtenção De Informação Fiscal No Direito Português: O Artigo 64º Da Lei Geral Tributária e o Segredo Bancário", entre outros.
É, ainda, fundador e Director do Instituto Para a Formação no Direito Internacional Comparado, com sede no Porto, Portugal, e filial em São Paulo, Brasil.

## História
António José Silva Pinto de Sousa Magalhães é membro de uma família tradicional no Norte de Portugal - Sousa Magalhães - cuja actividade se tem dedicado ao Direito, Engenharia, Medicina, Exército, com altas patentes, e Administração de Empresas.
No Direito, essa dedicação tem-se transmitido ininterruptamente, pelo menos, desde a 2ª metade do século XVII, havendo documentação que atesta que já em 1720 era Ouvidor (Juiz) de Macau o seu ascendente Dr. João Sousa Magalhães.
Seguem-se-lhe o Professor Doutor D. Domingos José de Sousa Magalhães, arcebispo de Mitilene, Lente em Direito e Doutor em Cânones, Reitor da Universidade de Coimbra e VI Presidente eleito e efectivo da Real Academia das Ciências (sendo a Presidência nominal do Rei), sucedendo no cargo ao Duque de Saldanha, tendo sido sucedido por Alexandre Herculano.
Este Professor Doutor D. Domingos José teve como irmãos o Dr. Filipe de Sousa Magalhães e o Doutor Leonardo Manuel de Sousa Magalhães, ambos licenciados em Direito e advogados reputados, com Escola, no Norte do país.
O Dr. Leonardo Manuel de Sousa Magalhães, entre outros, teve como filha Maria de Sousa Magalhães, que casou com o notário Dr. José Manuel Taveira, de cujo casamento houve vários filhos, entre eles o Dr. Leonardo de Sousa Magalhães - seu avô - Conservador do Registo Civil de 1ª Classe e advogado nas Comarcas do norte de Portugal, nomeadamente em Vila Real, Vila Pouca de Aguiar e Chaves.
O Dr. Leonardo de Sousa Magalhães casou com Maria da Ascensão de Sousa Sampaio, também filha do célebre advogado Dr. António Felizardo de Sousa, sendo a primeira mulher que, juntamente com a Drª. Regina Quintanilha, frequentou e cursou até final Direito na Universidade de Coimbra.
O casal teve oito filhos, de entre os quais o Dr. António José de Sousa Magalhães (pai de António José Silva Pinto de Sousa Magalhães), que exerce a advocacia no Porto desde 13 de Julho de 1945.
Por via directa, António José Silva Pinto de Sousa Magalhães é casado com a advogada portuense Luísa Maria Tristão Correia Amaro de Sousa Magalhães e pai de António José Correia Amaro de Sousa Magalhães, licenciado em Direito pela Faculdade de Direito da Universidade do Porto, que exerce advocacia, e de Francisca Correia Amaro de Sousa Magalhães, que cursa Direito na mesma Faculdade.